# Nakagawa Kazaki
Nakagawa Kazaki (中川 風希 (Trung Xuyên Phong Hy) Nakagawa Kazaki, sinh ngày 3 tháng 7 năm 1995) là một cầu thủ bóng đá người Nhật Bản. Anh thi đấu cho FC Ryukyu.

## Sự nghiệp
Từ năm 2015, Nakagawa Kazaki thi đấu cho câu lạc bộ Tây Ban Nha Vallecas và Betis San Isidro. Vào tháng 8 năm 2017, anh trở lại Nhật Bản và gia nhập câu lạc bộ J3 League FC Ryukyu.

## Thống kê câu lạc bộ
Cập nhật đến ngày 22 tháng 2 năm 2018.
| Thành tích câu lạc bộ | Thành tích câu lạc bộ | Thành tích câu lạc bộ | Giải vô địch | Giải vô địch | Cúp                   | Cúp                   | Tổng cộng | Tổng cộng |
| Mùa giải              | Câu lạc bộ            | Giải vô địch          | Số trận      | Bàn thắng    | Số trận               | Bàn thắng             | Số trận   | Bàn thắng |
| Nhật Bản              | Nhật Bản              | Nhật Bản              | Giải vô địch | Giải vô địch | Cúp Hoàng đế Nhật Bản | Cúp Hoàng đế Nhật Bản | Tổng cộng | Tổng cộng |
| --------------------- | --------------------- | --------------------- | ------------ | ------------ | --------------------- | --------------------- | --------- | --------- |
| 2017                  | FC Ryukyu             | J3 League             | 10           | 1            | 0                     | 0                     | 10        | 1         |
| Tổng                  | Tổng                  | Tổng                  | 10           | 1            | 0                     | 0                     | 10        | 1         |